# Прешерн, Франце
Франце́ Преше́рн (словен. France Prešeren, нем. Franz Prescheren / Preschern; правильнее «Прешерен»; утвердившаяся в русском языке форма «Прешерн» — это сербская транскрипция его фамилии, произношениео файле; род. 3 декабря 1800, Врба, Австрийская империя, ныне Словения — ум. 8 февраля 1849, Крань, ныне Словения) — выдающийся словенский поэт, видный представитель романтизма, основатель новейшей словенской литературы, автор слов гимна Словении.
Вдохновитель и образец для словенских литераторов позднейшего времени, Прешерн считается самым выдающимся словенским классиком. Оставаясь в рамках романтической традиции, Прешерн сумел достигнуть небывалых успехов как в выразительности стиха, так и в многообразии и изощрённости форм. Общепринятой стала точка зрения, что Прешерн единолично вывел словенскую поэзию на европейский уровень. Также за Прешерном прочно закрепилась слава лучшего поэта Словении всех времён. Он был автором первой баллады и первой эпической поэмы в национальной литературе.
Поэт связал мотивы своей несчастной любви и горькой судьбы, которая выпала порабощенной родине. Мотив злой судьбы стал национальным мифом словенцев (особенно после Второй мировой войны), а Прешерн стал неотъемлемой частью словенской культуры. В Словении Франце Прешерна часто считают синонимом слова «поэт».
Всю свою жизнь Прешерн конфликтовал с церковным и государственным официозом, с провинциальной люблянской буржуазией. Страдал от злоупотребления алкоголем, по крайней мере дважды пытался наложить на себя руки. Причиной этого стали неудачи в личной жизни, преграды на жизненном пути и потеря близких приятелей, которые трагически умирали. Главные темы его творчества — это любовь к отчизне, страдания человечества и неразделённая любовь поэта к музе — Юлии Примиц.
Вместе со своим другом, языковедом, просветителем и романтиком Матией Чопом Прешерн стоял у истоков националистического и романтического движения в Словении, был одним из главных участников поэтического альманаха «Крайнская пчёлка» (Kranjska čbelica; выходил в 1830, 1831, 1832, 1834 и 1848 гг.). Вместе с тем, Прешерн нередко писал стихи и на немецком, зачастую публикуя их сразу в двух версиях: и немецкую, и собственный перевод на словенский. Уроженец Крайны, он сначала считал себя лишь крайнцем, но постепенно дорос до широкого, общесловенского самоосознания. Произведения его переведены на английский, бенгальский, белорусский, боснийский, древнегреческий, испанский, итальянский, македонский, немецкий, польский, русский, сербский, словацкий, венгерский, украинский и хорватский. В 2013 году вышло полное собрание произведений во французском переводе.

## Жизнеописание

### Детство и юность

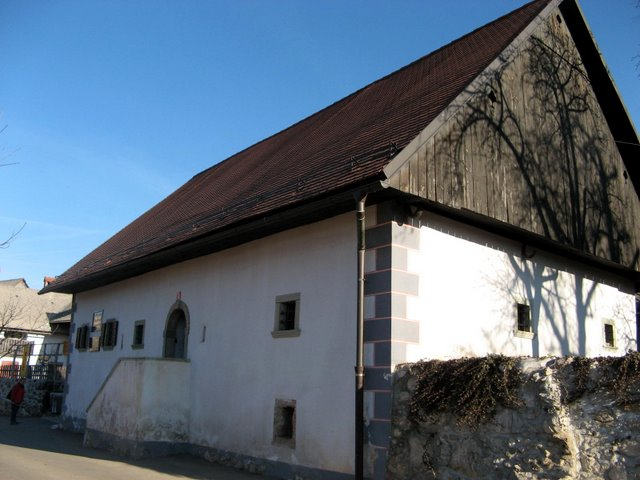
Дом, в котором родился Франце Прешерн

Франце Прешерн родился в деревне Врба (Австрийская империя, ныне Словения), в семье зажиточных крестьян. Был третьим из восьми детей и старшим среди сыновей. С детства проявил незаурядные способности, и в 1808 году родители послали его учиться к двоюродному деду — Йожефу Прешерну, который служил священником в поселении Велика Рачна близ общины Гросупле, в 80 километрах от Врбы. Первые два года Йожеф Прешерн обучал внука дома, а в 1810 году Франце пошёл в начальную школу в Рибнице. Учился на отлично. В 1812 году он перебрался в Любляну, где окончил начальную школу и поступил в гимназию.
Детство Прешерна частично пришлось на период оккупации части словенских и хорватских земель Францией, когда французские власти разрешили школьное преподавание на местном языке. Франце очень хорошо овладел латынью и древнегреческим языком. Как и на немецком, который был тогда языком обучения, администрирования и общения высших слоёв в большинстве областей, населённых словенцами. Поэт Валентин Водник, директор люблянской гимназии, заметил талант своего ученика Прешерна и поощрял его писать стихи по-словенски. Ещё старшеклассником Прешерн подружился с будущим филологом Матией Чопом, который впоследствии в значительной степени влиял на развитие творчества своего приятеля.
Окончив гимназию в 1819 году, Прешерн два года изучал философию и гуманитарные науки в люблянском лицее, с 1821 года углублял знания на третьем лицейском курсе при Венском университете и в 1822 году поступил в это же учебное заведение на юридический факультет — вопреки желанию матери, которая хотела, чтобы Франце стал священником. Только в 1824 Франце Прешерн в письме признался ей, что окончательно выбрал профессию юриста. Не одобрившие выбор юноши родители и родственники-священники (кроме Йозефа Прешерна) отказали ему в денежной поддержке. С 1822 года Франце получал Стипендию имени Луки Кнафеля, которую выплачивали способным студентам — землякам этого благодетеля, что происходил из Нижней Крайны. Кроме того, Прешерн зарабатывал на жизнь на должности преподавателя в Иезуитском институте Клинковстрёма, откуда был уволен за вольнодумство и за то, что дал почитать своему приятелю, будущему поэту и политику Анастасию Грюну, запрещённые стихи.
В Вене Прешерн ознакомился с произведениями мировой литературы — от Гомера до Гёте. Особое внимание обращал на итальянских писателей периода треченто — Данте, Петрарку и Боккаччо, читал также современных ему поэтов-романтиков. В 1824 году он влюбился в Залико Доленц (словен. Zaliko Dolenc), дочь владельца кабака, куда юноша частенько захаживал.

### Жизнь в Любляне

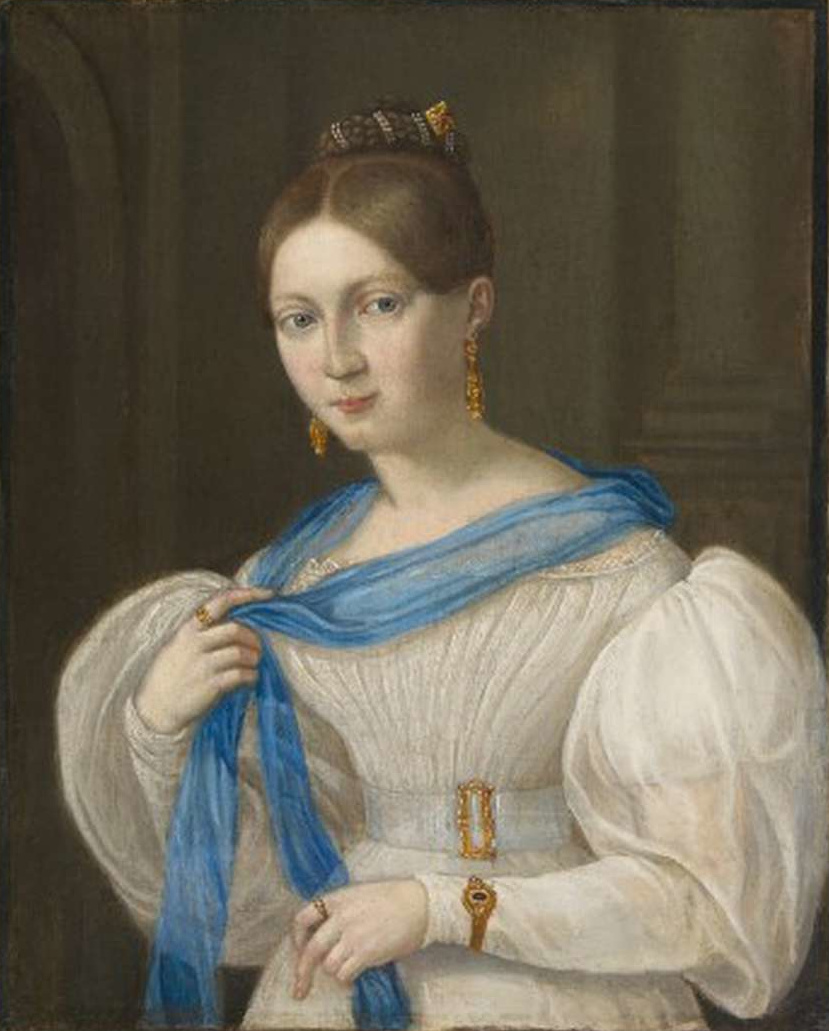
Юлия Примиц

Получив в 1828 году диплом юриста, Прешерн на короткое время уехал в Моравию, а затем поселился в Любляне, где работал помощником в конторе адвоката Леопольда Баумгартнера. Чтобы начать частную юридическую практику, Прешерн обращался в высшие инстанции и к середине 1840-х годов в целом подал в них шесть заявлений, но ни в одной не получил положительного ответа, поскольку считался политически неблагонадёжным человеком с националистическими, панславистскими и антиклерикальними взглядами. В 1832 году он переехал в Клагенфурт, надеясь сделать там карьеру, сдал там экзамен на право работать юристом, но вернулся в Любляну менее чем через год и получил неоплачиваемую должность практиканта в прокуратуре.
Тогда же у Прешерна начался кризис, вызванный тем, что родители хотели его женить на состоятельной немке Марии Иоганне Клун из Граца. До брака дело не дошло. Франц перестал отвечать на многочисленные письма невесты и в конце концов порвал с ней. Весной 1833 года Франце повстречал Юлию Примиц, дочь богатого купца, которая стала его несбывшейся любовью на всю жизнь. В том же году Прешерн стал членом люблянского закрытого клуба для сливок общества «Товарищество „Казино“» (словен. Kazinsko društvo, нем. Casino-Gesellschaft). В 1834 и 1835 годах он встретился с Юлией — соответственно в театре и на танцевальном вечере в «Казино», но не решился признаться ей в любви. В 1834 году начал работать помощником своего приятеля — юриста Блажа Кробата, который давал Прешерну свободное время на литературную деятельность. Тот также провёл много времени в путешествиях по всей Крайне, часто бывал на озере Блейско. Созерцание красоты природы давало молодому поэту почву для вдохновения. В 1834 Прешерн познакомился с чешским поэтом-романтиком Карелом Гинеком Махой и словенским и хорватским поэтом Станком Вразом, с которыми вёл долгие и плодотворные дискуссии о поэзии. Дружил с Матией Чопом, а после его смерти в 1835 году сблизился с польским поэтом Эмилем Корытко (1813—1839), эмигрировавшим в Словению, чтобы избежать преследования за участие в народно-освободительном движении. С 1839 года Прешерн дружил и сотрудничал со словенским этнографом Андреем Смоле (1800—1840).

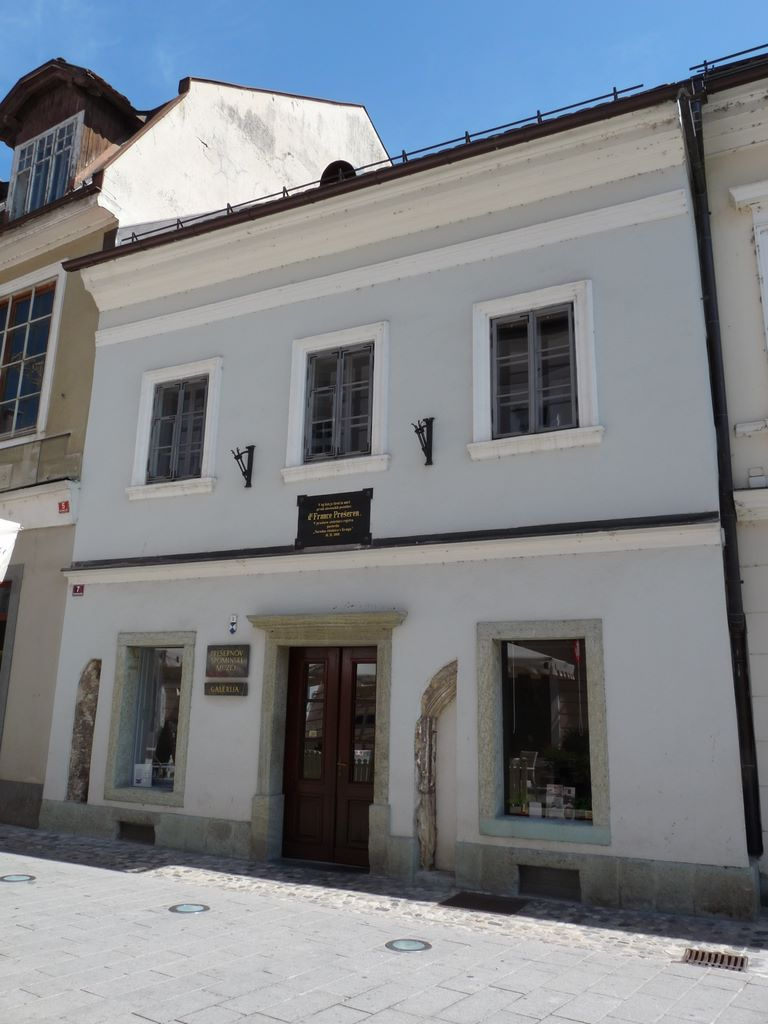
Дом Прешерена в Кране.

Примерно в 1836 году Франце понял, что его любовь к Юлии никогда не станет взаимной — и в том же году он познакомился и сблизился с Аной Еловшек (1823—1875), которая работала служанкой у Кробата. Имел с ней трёх детей: Терезию (1839—1840), Эрнестину (1842—1917) и Франце (1845—1855). Так и не женившись на Анне, он как мог поддерживал её финансово, пока в 1835 году не скончался его брат Йозеф Прешерн, и денежная помощь Франце иссякла. Относился к ней как к законной жене, но позволял себе романы с другими женщинами.
Теряя одного за другим друзей, по-прежнему страдая от неразделённой любви к Юлии Примиц, Прешерн впал в апатию, почти забросил поэтическое творчество и начал пить. Опять несчастливо влюбился, на этот раз в Ерицу Подбой, дочь трактирщицы Метке, заведение которой часто посещал. Этой девушке он посвятил несколько своих стихотворений.

### Последние годы жизни
Осенью 1846 года Прешерн, получив лицензию, открыл собственную адвокатскую контору в Кране. Власть постановила, чтобы он работал именно в этом городе. Жил со своими детьми и Анной Еловшек. Помощником у него был сын Андрея Смоле, а экономкой — сестра, Катра Прешерн. В свободное время осуществлял общественную деятельность и изредка писал стихи. Зарабатывал немного, потому что получал небольшие гонорары, а беднякам оказывал бесплатные юридические услуги. Прогрессировали болезни — цирроз печени и брюшная водянка. Уже с ноября 1848 года поэт не выходил из своего жилища. 6 февраля 1849 года он в устном завещании передал все деньги и недвижимое имущество детям. Умирая, Прешерн признался, что никогда не забывал о Юлии Примиц. Смерть наступила 8 февраля. В этот день по Прешерну звонили колокола во всех люблянских и кранских церквях. 10 февраля на похороны собралось очень много людей со всех концов Словении. Похоронили поэта с большими почестями на кранском кладбище. Вскоре Янеш Блайвайс инициировал сбор денег на сооружение надгробного памятника поэту. В 1852 году этот памятник был готов. На нем стоит эпитафия — отрывок из стиха В память Андрея Смолета:

Ты лишь в одной не ошибся надежде:

В крае родимом твой труп погребли
Оригинальный текст (словенск.)
Ena se tebi je želja spolnila:

v zemlji domači de truplo leži

## Творчество

### Молодые годы
Первые творческие опыты Прешерна относятся к его студенческим годам, когда тот начал стихосложение на словенском языке. Одно из первых его сочинений, которые дошли до наших дней, — это перевод баллады «Ленора» немецкого поэта Готфрида Августа Бюргера. На мысль основательно заняться сочинением стихов на словенском языке Прешерна натолкнуло, в частности, бестактное замечание Жиги Цойса о том, что словенский язык, дескать, чересчур примитивен и груб для поэтического творчества. В 1824 году было написано несколько стихотворений, в которых чувствуется влияние Валентина Водника и связь с богатыми традициями словенской народной поэзии. В 1825 году Прешерн завершил сборник «Крайнские стихи» и показал её филологу Ернею Копитару. Тот дал очень критическую оценку, посоветовал оставить литературное творчество на несколько лет, а потом из этой временной перспективы пересмотреть написанное и исправить его. Автор сжёг весь сборник, кроме трёх стихов: Lenore, Povodni mož и Lažnjivi pratikarji.
Случай с Копитаром задержал развитие творчества молодого поэта. Прешерн ничего не публиковал вплоть до 1827 года, когда в немецкоязычной газете Иллиришес Блатт было напечатано сатирическое стихотворение «Девушкам». В 1828 Прешерн написал свой первый действительно стоящий стих «Прощание с молодостью», который был опубликован только в 1830 году в люблянском литературном альманахе «Крайнская пчёлка», который в том же году основал библиотекарь Михаил Кастелиц. Также в 1830 в этом альманахе было помещено ещё одно произведение Прешерна — первую словенскую балладу «Водяной» (Povodni mož). В ней речь идет об Уршке — люблянской девушке, которая танцевала с красавцем, не ведая, что это водяной, и в конце концов утопилась.
В 1830 году Прешерн возобновил связи с Матией Чопом, который вернулся в Любляну. Чоп высоко оценил поэтический талант своего приятеля и убедил его использовать в творчестве романские (в противовес так называемым готическим) поэтические формы — стансы, терцеты и сонеты. Вскоре Прешерн высоко овладел ими. Результатом сотрудничества Прешерна и Чопа стали элегия Slovo od mladosti, цикл Ljubezenski sonetje и сатирический стих Nova pisarija. Прешерн стал также главным автором-поэтом альманаха «Крайнская пчёлка», который выходил в свет в 1830, 1831, 1832, 1834 и 1848 года. В 1834 Франце Прешерн имел разногласия с Ернеем Копитаром относительно цензуры альманаха, а также его тематики. Прешерн и Чоп считали, что в «Пчёлке» должны быть высокохудожественные произведения, а Копитар видел его популярным изданием, основанным на разговорном языке низкого стиля. Спор с Копитаром шёл также по поводу новой словенской орфографии, которую тот хотел ввести. Новый вариант предусматривал двенадцать новых букв, причём их написание не было ещё обосновано — ни по содержанию, ни по форме. Эту орфографию Прешерн раскритиковал в стихах Sonet o kaši (Al prav se piše каша ali kaſha) и Nova pisarija. На помощь Прешерну пришёл чешский учёный Франтишек Челаковский, который категорически отверг такую реформу правописания и откликнулся несколькими положительными критическими статьями на стихи поэта. Эта похвала значительно повлияла на самооценку Прешерна и придала ему сил идти тем путём, на который указал Матия Чоп.

### Творческий взлёт
С 1830 по 1835 год Прешерн создал сложные в эстетическом плане стихи, которые стали отражением событий в его жизни, особенно несчастной любви к Юлии Примиц. С подачи Матея Чопа, автор изобразил её лирической героиней наподобие Беатриче и Лауры у поэтов Данте и Петрарки.

#### «Венок сонетов»
«Венок сонетов» (словен. Sonetni venec) занимает важное место в раннем периоде творчества поэта. Опубликованный 22 февраля 1834 года в «Иллиришес Блатт», он состоит из пятнадцати сонетов на тему несчастной любви. Последнее предложение каждого из них — это также первое предложение следующего сонета. Последний, под названием «Финал» (словен. Magistrale) содержит все четырнадцать первых (а заодно и последних) предложений из предыдущих сонетов. По форме эти произведения — итальянские сонеты. В отличие от французских, у них четыре строфы: два четверостишия и два заключительных трехстишия. Первые две строфы «Венка» описывают тему, a две следующие передают отношение лирического героя к этой теме. Структурно эти сонеты силлабо-тоничны: каждая строка состоит из одиннадцати силлаб и пяти ямбов. Сборник построен по принципу акростиха: буквы, с которых начинаются все сонеты, формируют посвящение — Primicovi Julji (Примиц Юлии).
Поэт связал мотивы своей неудачи в личной жизни и тяжелой судьбы, выпавшей порабощённой Родине. В седьмом сонете написано то, что впоследствии расценили как предтечу славы автора. Прешерн призывает небеса послать словенцам нового Орфея, красота поэзии которого вдохновляла бы на патриотизм, помогала бы преодолевать внутренние конфликты и формировать из словенцев целостную нацию. В восьмом сонете указана причина того, почему в Словении до сих пор нет такого человека — олицетворения высокой культуры в целом и поэзии в частности. Изобразив словенскую историю как череду вторжений чужеземцев и внутренних распрей, автор утверждает, что за неимением славных свершений не может процветать поэзия.
Однако в последующих сонетах он говорит, что всё-таки есть надежда на возрождение словенской поэзии и приход Орфея, который своим сладким пением объединит весь народ. Также в них содержится прозрачный намёк на то, что если возлюбленная поэта Юлия ответит ему, то она для поэта станет музой, вдохновляющей его на создание великих стихов, предназначенных принести высокую культуру словенцам и таким образом помочь им снова стать народом.
Матия Чоп назвал это собрание шедевром, но он получил признание преимущественно в узком кругу, связанным с «Крайнской пчёлкой». Более того, это издание прогневало родственников Юлии Примиц. Впоследствии, в 1846 году, прежде чем вторично опубликовать «Венок сонетов» в книге «Стихотворения», Прешерн изменил порядок слов в первых строках сонетов и таким образом разрушил красноречивый акростих. Только небольшая часть тиража, не предназначенная для продажи, вышла в старой редакции 1834 года.
«Венок сонетов» стал первым произведением подобного жанра, переведённым на русский язык (автор перевода — Ф. Е. Корш), причём оригинальных венков сонетов на русском до этого также не появлялось.

#### «Сонеты несчастья»

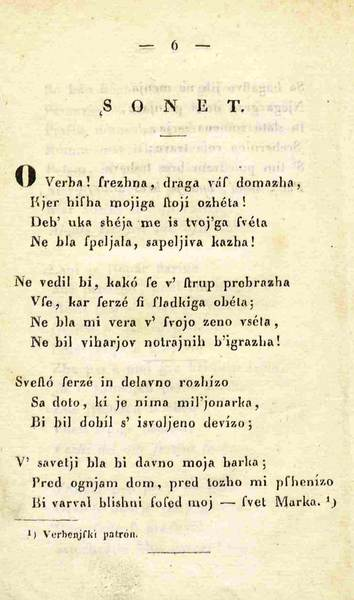
«О Врбе», первый из «Сонетов несчастья», напечатанный в 1834 году в IV томе «Крайнской пчёлки»

Ещё одна важная работа этого периода — «Сонеты несчастья» (словен. Sonetje nesreče), подготовленные к печати уже в 1832 году, но опубликованные в июле 1834-го в четвёртом томе альманаха «Крайнская пчёлка», с некоторыми изменениями. Их считают самым пессимистическим из всего творчества поэта. Сборник состоит из шести (в первоначальном варианте было семь) сонетов, которые отражают отчаяние автора и его разочарование в жизни. Пять из них получили меньшую популярность, чем первый, и много исследователей сходится на том, что все они относятся к величайшим и глубочайшим его произведениям. В первом из них, что имеет название «О Врбе», Прешерн рассуждает о том, какой была бы его жизнь, если бы он не покинул своего родного села Врба. Сонет пронизан меланхолией, тоской по утраченной идиллии сельской среды. По мнению современных литературных критиков, в частности Янко Коса, Бориса Патерну и Марии Пиревец, значение этого сонета сосредотачивается на проблеме неопределённости и несчастья свободного человека, который отрёкся от теоцентрического мировоззрения. Сонет построен по правилам, которые вывел Август Вильгельм Шлегель, взявший за образец сонеты Петрарки. В XX веке создано несколько музыкальных интерпретаций этого произведения. Широко известна версия словенского народного музыканта Владо Креслина.

### После смерти Матии Чопа
1835 год был роковым для Прешерна. Не отвечала взаимностью Юлия Примиц, испортились отношения с хорошим приятелем и главным редактором «Крайнской пчёлки», Михаилом Кастелицем. Утонул, купаясь в Саве, искренний друг Матия Чоп.

#### «Крещение при Савице»
На смерть Матии Чопа Прешерн написал эпическую поэму «Крещение при Савице» (словен. Krst pri Savici) о гордом карантанском князе-язычнике, не желающем принимать христианство в конце VIII века. В этом сочинении развита тема национального самосознания, верности исконным обычаям. Философ Славой Жижек интерпретировал поэму как образец становления современного субъекта.
Произведение состоит из трёх частей. Первая часть — это сонет, посвящённый недавно умершему Матии Чопу. Вторая часть, вступление (Uvod), состоит из стансов и отличается эпичностью. В ней описана последняя битва между христианами и язычниками во главе с героем Чртомиром (словен. Črtomir). Внимание автора сосредоточено на судьбе народа.
Третья часть, под названием «Крещение» (Krst), состоит из 53 октав. В основе сюжета — любовь Чртомира и Богомилы (словен. Bogomila), которая была жрицей богини Живы, но стала христианкой. Она учит Чртомира креститься. Эта часть менее эпическая, чем предыдущая, и посвящена главным образом переживаниям и судьбе человека. Развита тема национального самосознания словенцев в контексте обращения в христианскую веру.
По мотивам поэмы создан барельеф, который находится на пьедестале памятника Прешерну в Любляне. Изображено прощание Чртомира и Богомилы, рыдающей в его объятиях.
Художник Марко Погачник, проектируя герб независимой Словении, находился под влиянием «Крещения при Савице» и использовал символы упомянутых во второй части этой поэмы Бохиньского озера, горы Триглав и золотого сияния на небе.
С 1837 года Прешерн плодотворно общался с Эмилием Корытком. Благодаря ему познакомился с поэзией Адама Мицкевича, которая повлияла на его творчество. Прешерн и Корытко перевели на словенский стихотворение Мицкевича («Resygnacja») и начали записывать словенские народные песни в Крайне и Нижней Штирии. В 1839 году Корытко умер.
Осенью того же года Андрей Смоле, один из друзей юности Прешерна, вернулся домой, прожив много лет за рубежом. Он происходил из состоятельной купеческой семьи, которая поддерживала развитие словенской культуры. Вдвоём они провели большую часть зимы 1839—1840 в имении Смоле в Нижней Крайне. Друзья опубликовали поэзию Валентина Водника. Планировали, в частности, основать ежедневную газету на словенском языке и опубликовать комедию Антона Томажа Линхарта «Весёлый день, или Матичек женится», запрещённую как политически некорректную ещё в 1790 году, в связи с началом Французской революции. Осуществить эти замыслы не удалось: газету «Илирске новице» запретила венская цензура, а пьесу Линхарта поставили только в 1848 году, без участия Прешерна. В 1840 году, во время празднования своего сорокалетия, Смоле внезапно умер буквально на руках Прешерна. Тот посвятил покойному трогательное, грустное и одновременно жизнеутверждающее стихотворение «Памяти Андрея Смоле» (словен. V spomin Andreja Smoleta).

### Поздний период

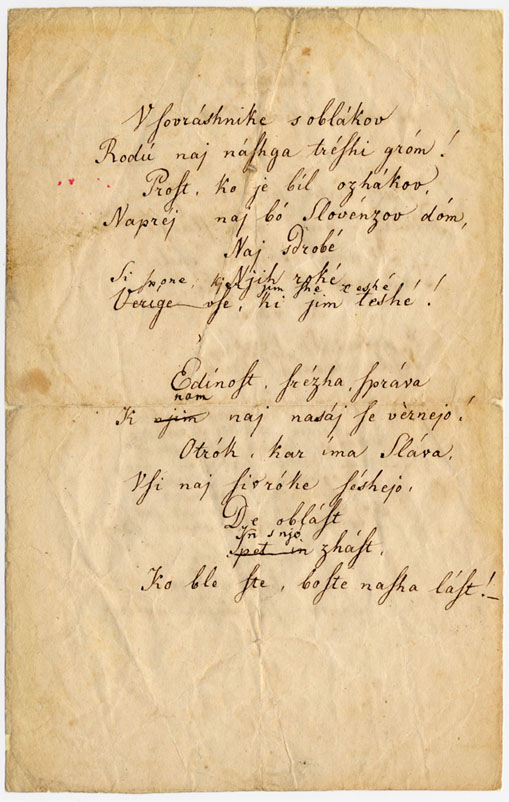
Автограф стихотворения «Здравица», 1844 год.

После 1840 года у Прешерна не осталось близких людей, которые могли бы оценить его произведения. Он продолжал писать, хоть и значительно меньше, чем в 1830-х годах. Поэт постепенно отошёл от чисто романтического направления, его стиль отличался все более заметным разнообразием и инновационностью.
В 1843 году произошло важное для него событие: Янез Блейвейс основал ежедневную газету на словенском языке «Крестьянские и ремесленные вести» (словен. Kmetijske in rokodelske novice) и пригласил Прешерна принять участие в подготовке материалов, касающихся культуры. Умеренный консерватор, убеждённый сторонник церковных и имперских принципов, противник романтизма, Блейвейс, тем не менее, нашёл общий язык с Прешерном и наладил с ним отношения. Благодаря редакционной работе поэт получил наиболее широкое общественное признание за все время своей жизни.
В 1844 году он написал патриотический стих «Здравица» (словен. Zdravljica) — высшее достижение позднего периода своего творчества. В 1847 году вышла его книга под названием «Поэзия доктора Франце Прешерна» (словен. Poezije dr. Franceta Prešerna).
Последние два года своей жизни Прешерн творил мало. Намеревался написать реалистичный роман и экспериментальную пьесу, но осуществить это помешала болезнь печени, вызванная чрезмерным потреблением спиртного в предыдущие годы. Поэт отнёсся довольно безразлично к революции в Австрийской империи 1848—1849 годов, но это не помешало молодому поколению уже в те времена считать его символом демократических и национальных идеалов. Перед смертью Прешерн отредактировал «Здравицу», которая не вошла в сборник, изданный в 1847 году, и сделал незначительные правки к новому изданию своих стихов.
После мартовских событий революции 1848 года он наконец-то опубликован «Здравлицу» в блейвейсовых «Вестях». В том же году некоторые его стихи были напечатаны в последнем номере «Крайнской пчёлки».

### После смерти
Не всё из наследия поэта дошло до наших дней. В Крайне после его смерти были уничтожены некоторые его произведения. Вероятно, это застольные и другие стихи, которые в то время считались непристойными.
К началу 1920-х годов всё литературное наследие поэта было упорядочено и систематизировано. Были опубликованы многочисленные издания его произведений. В 1905 году композитор Станко Премрл положил на музыку стихотворение «Здравлица». В 1989 году это произведение стало государственным гимном Словении.

## Наследие поэта

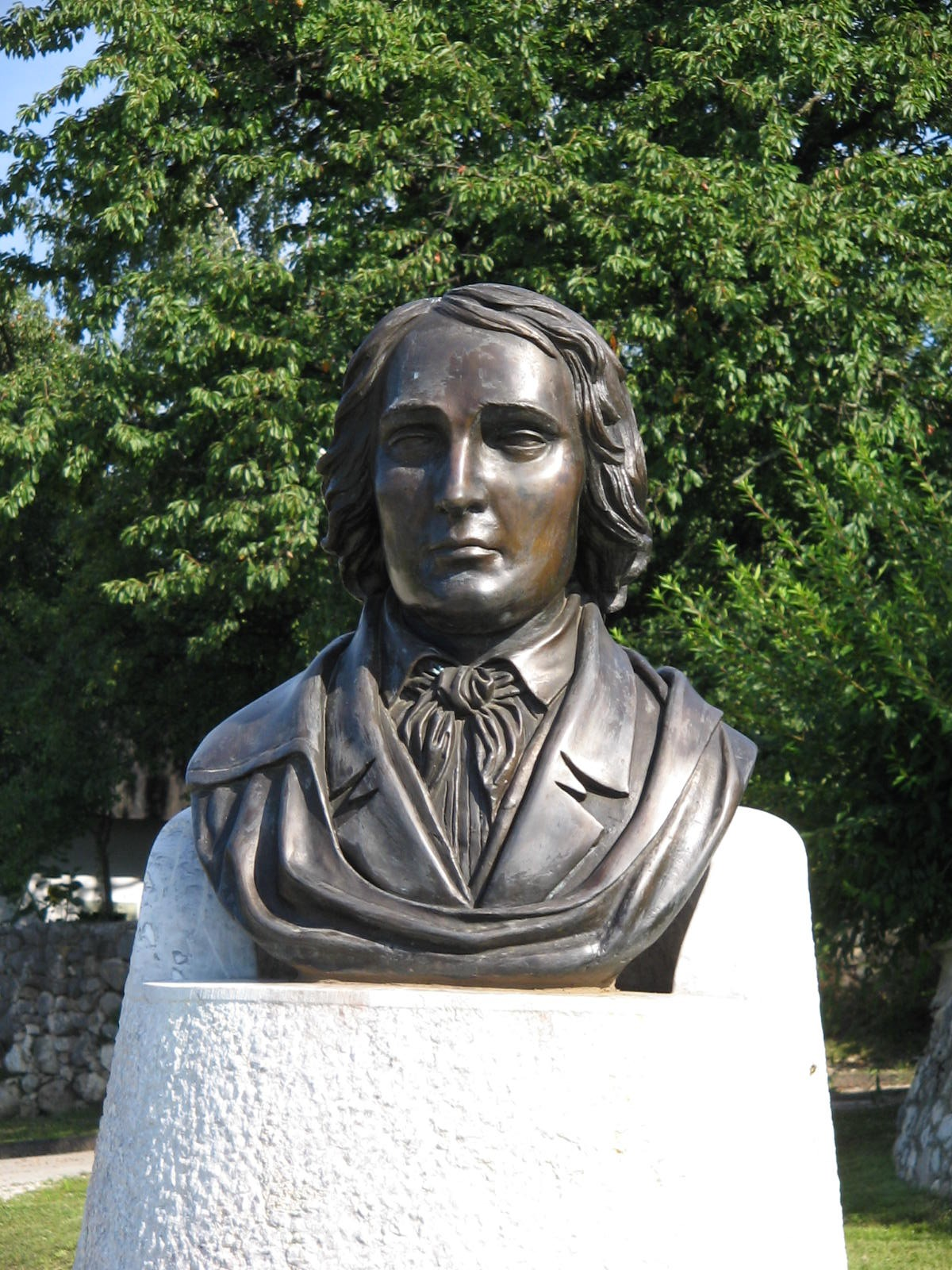
Бюст Прешерна в родном селе Врбе.

Бо́льшая часть рукописного наследия Прешерна была сожжена по приказу католического духовенства, а первое посмертное издание его стихов относится к 1866 году.
В 1901 году вышел сборник стихов Прешерна в переводе на русский, выполненный Ф. Е. Коршем. Во второй половине XX века стихи Прешерна многократно переводились на русский и издавались в СССР. В 1978 году в издательстве «Дніпро» вышел сборник стихов Прешерна в украинском переводе. Суперобложку украсил графический портрет мрачного и вдохновенного поэта (гравюра В. Руденко). На белорусский язык Прешерна переводил Янка Сипаков. Произведения словенского поэта переведены на английский, французский, немецкий, итальянский, испанский, венгерский, словацкий, польский, русский и на языки народов бывшей Югославии.
В 1905 году в честь Прешерна была переименована центральная площадь Любляны — площадь Девы Марии. Тогда же посреди площади был воздвигнут памятник поэту и его музей (в полуобнажённом виде), что вызвало протест со стороны люблянского епископа Антона Бонавентуры Еглича и скандал в прессе. Несмотря на это, памятник остался стоять на месте. На стене здания, стоящего напротив памятника, высечен барельефный портрет возлюбленной поэта Юлии Примиц.
В 1944 году, в период немецкой оккупации, День смерти Прешерна — 8 февраля — был, по инициативе словенских домобранцев, провозглашён Днем словенской культуры. Также он именуется Днем Прешерна. Одна из строф его стихотворения «Здравлица» (Zdravljica, 1844, опубл. в 1848 году (с цензурными изъятиями), положенная в 1905 г. на музыку Станко Премрла, в 1989 году стала государственным гимном Словении. Портрет Прешерна был изображён на банкнотах достоинством 1000 толаров (вышли из обращения с 1 января 2007 года), а также на аверсе монет достоинством в 2 евро, отчеканенных в Словении.
Франце Прешерн упоминается и в романе Паоло Коэльо «Вероника решает умереть». Там он назван великим словенским поэтом «который оставил глубокий след в душе своего народа», излагается история его любви к Юлии Примиц.

## Переводы
- Прешерн Ф. Стихотворения Франца Преширна: Со словенского и немецкого подлинников / пер. Ф. Е. Корш — М.: Типография Г. Лисснера и А. Гешеля, 1901.

### Энциклопедии
- Прешерн Франце / М. И. Рыжова // Большая советская энциклопедия : [в 30 т.] / гл. ред.  А. М. Прохоров. — 3-е изд. — М. : Советская энциклопедия, 1969—1978.
- ПРЕ́ШЕРН // Краткая литературная энциклопедия / Гл. ред. А. А. Сурков. — М. : Советская энциклопедия, 1962—1978.
- А. Яцимирский. Прешерн, Франц-Ксаверий // Энциклопедический словарь Брокгауза и Ефрона : в 86 т. (82 т. и 4 доп.). — СПб., 1890—1907.

### Книги
- Яцимирский А. И. Франц Прешерн и его лирика. — СПб.: Типография В. Д. Смирнова, 1906.
- Пушкин. Прешерн: к 200-летию со дня рождения двух великих поэтов : тезисы докладов международной конференции, 16-18 мая, Москва 2000 г. / Московский гос. ун-т им. М. В. Ломоносова, Филологический фак., Российская акад. наук, Ин-т славяноведения, Люблянский ун-т, Филос. факт. ; [редкол. : Н. Н. Старикова, Ю. А. Созина]. — Москва : Ин-т славяноведения РАН, 2000. — 70 с. — ISBN 5-7576-0105-1
- Словенская литература = Slovenska književnost : от истоков до рубежа XIX—XX веков / Российская акад. наук, Ин-т славяноведения, Науч.-исслед. центр Словенской акад. наук и искусств; [отв. ред. Н. Н. Старикова]. — Москва : Индрик, 2010. — 246 с. — ISBN 978-5-91674-105-6

### Научные статьи
- Новак Б. А. Роль Ф. Прешерна в формировании венка сонетов как художественной формы Архивная копия от 25 декабря 2015 на Wayback Machine // Филолошки студии; Filoloske pripombe; Филологические заметки; Filoloske studije. — 2003. — №. 2 (2. — С. 75-87.
- Сной В. Женщина-солнце: очертание образа поэзии Петрарки и Прешерна Архивная копия от 25 декабря 2015 на Wayback Machine // Филолошки студии; Filoloske pripombe; Филологические заметки; Filoloske studije. — 2003. — №. 2 (2. — С. 114—128.
- Сонет. Газель Архивная копия от 25 декабря 2015 на Wayback Machine // Иностранная литература № 8 за 2001 г.

## Комментарии
1. ↑  В родном селе Франце Прешерна звали Франце Рибчев[5]
2. ↑  Прешерн писал свою фамилию как «Прешерин» (словен. Prešerin)[6]
3. ↑  Словенская англоязычная писательница и переводчица Эрика Джонсон-Дебеляк в своём эссе «Prešernov zrak» пишет, что Прешерна часто называют просто «поэт»[13][14]